# Ангелівка (Чортківський район)

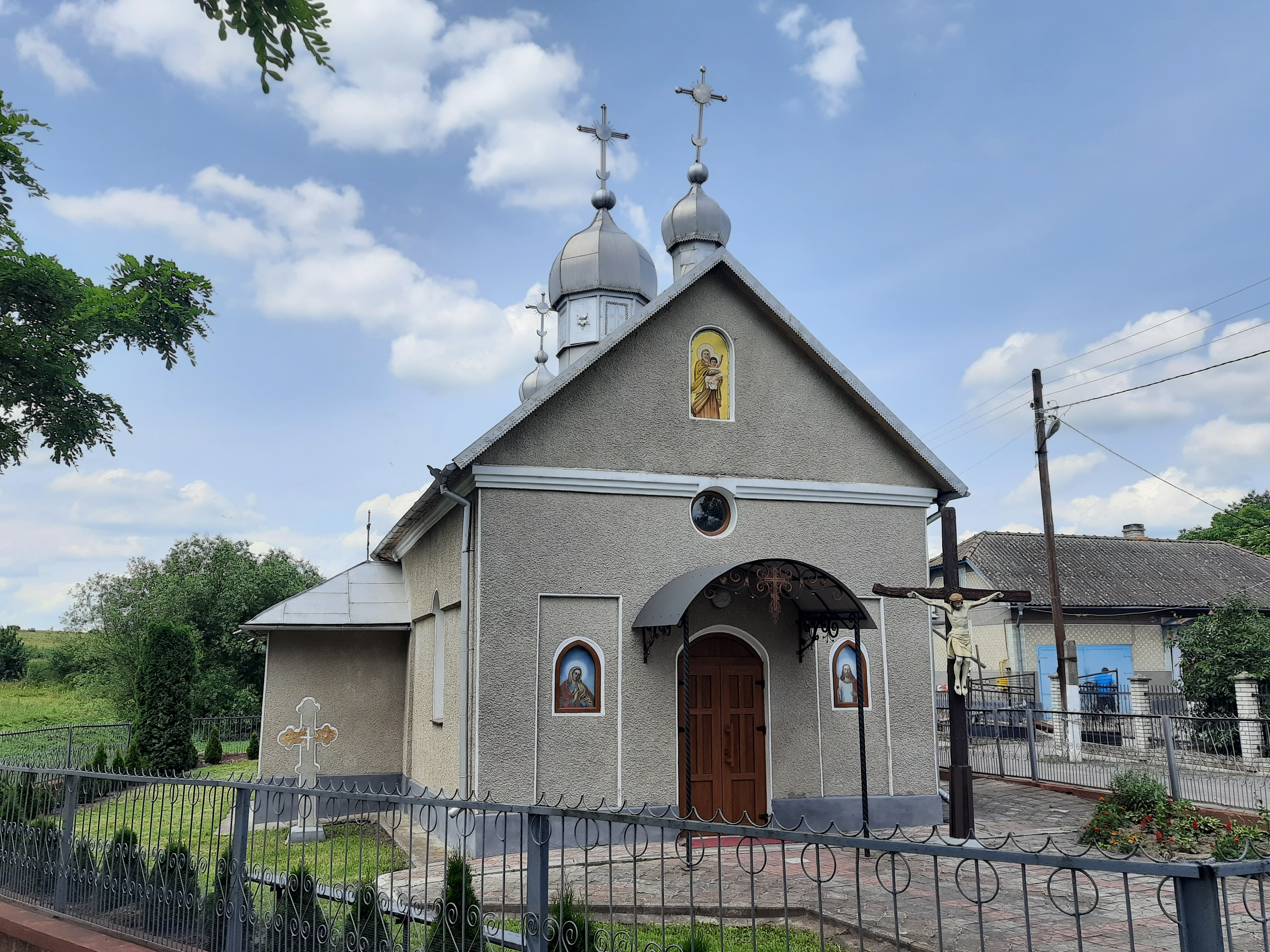
Церква Різдва Пресвятої Богородиці (ПЦУ)

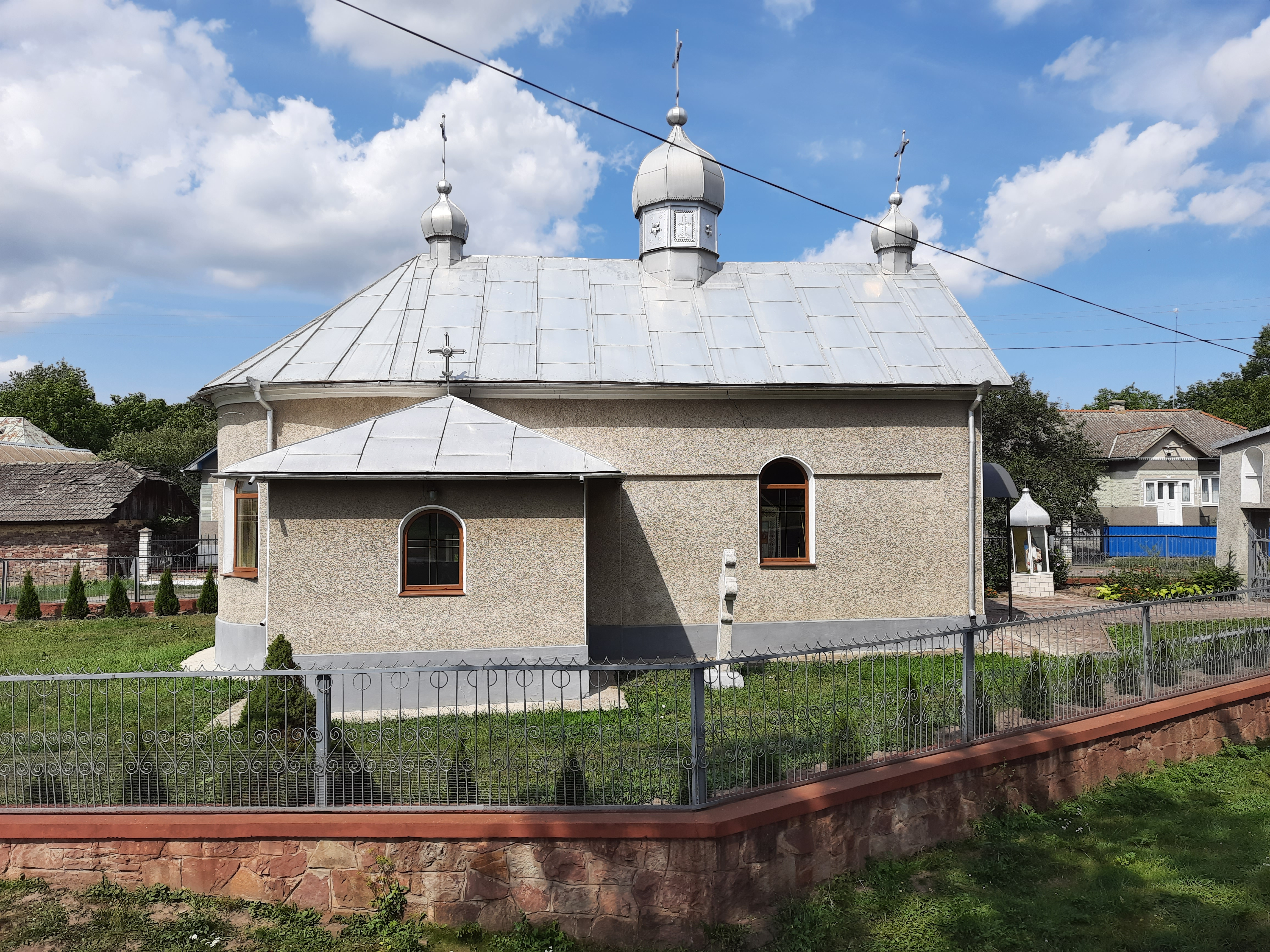
Церква Різдва Пресвятої Богородиці (ПЦУ)

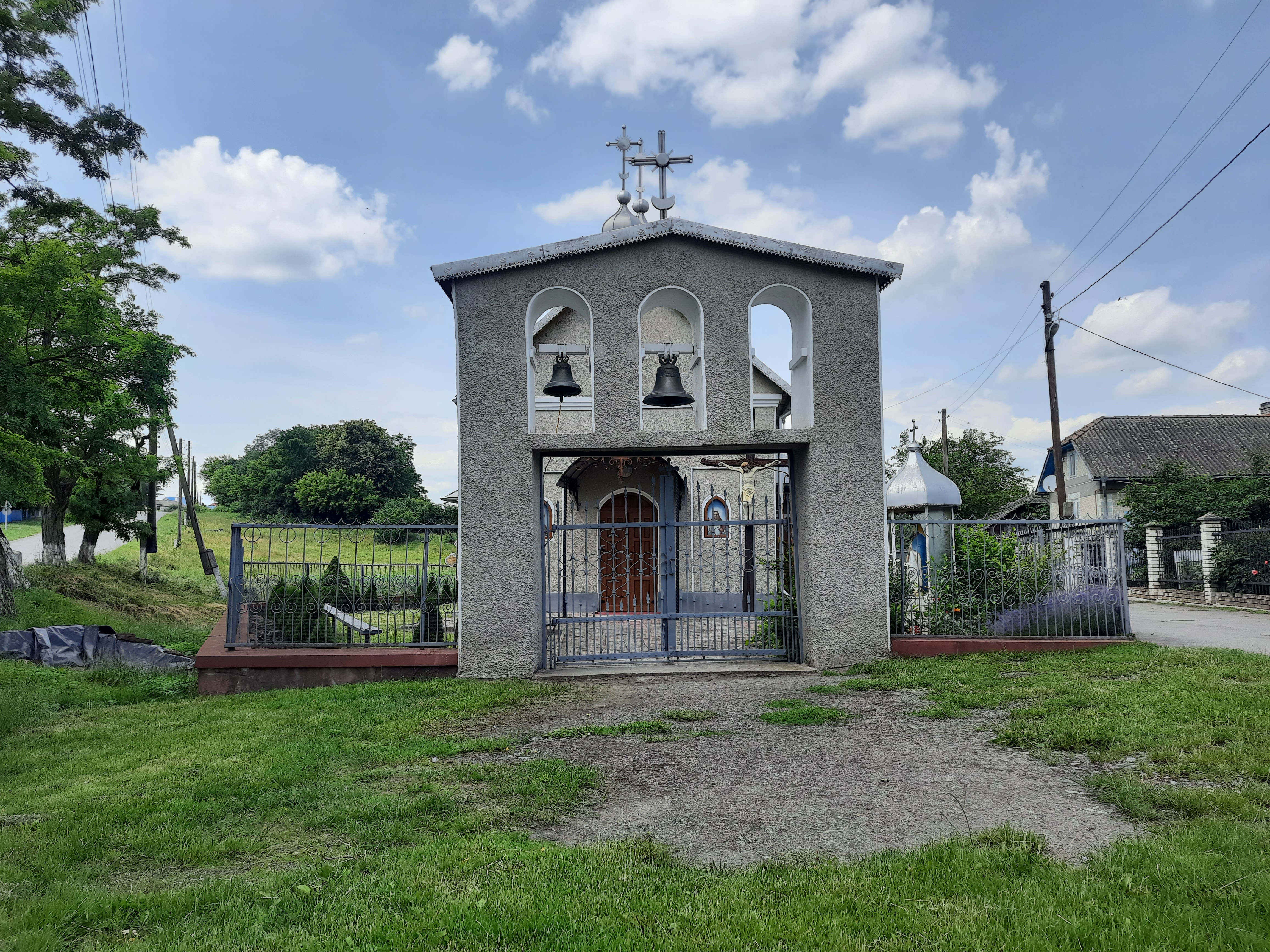
Дзвіниця церкви Різдва Пресвятої Богородиці

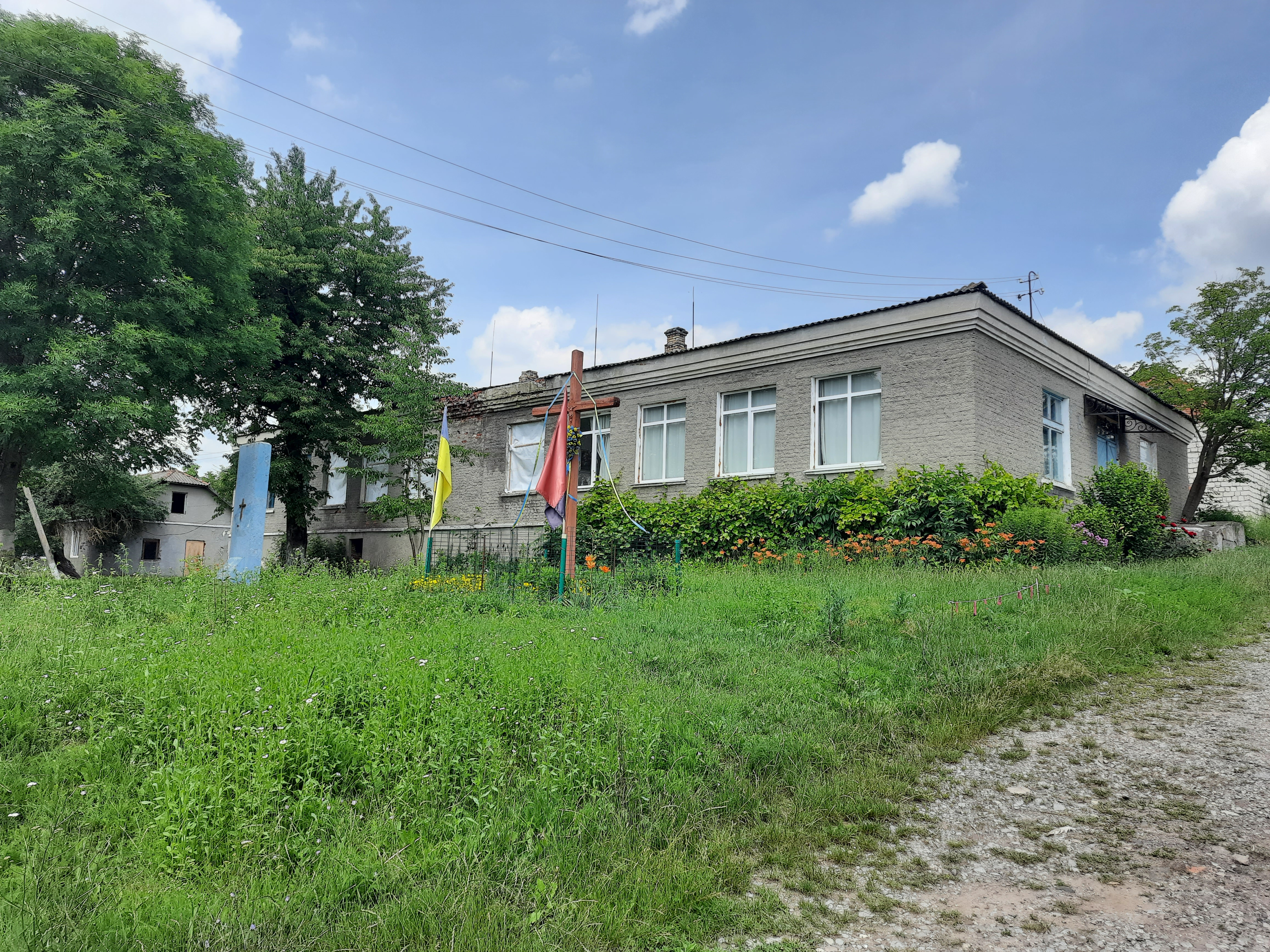
Церква Різдва Пресвятої Богородиці (2003; переодбладана з приміщення крамниці, УГКЦ)

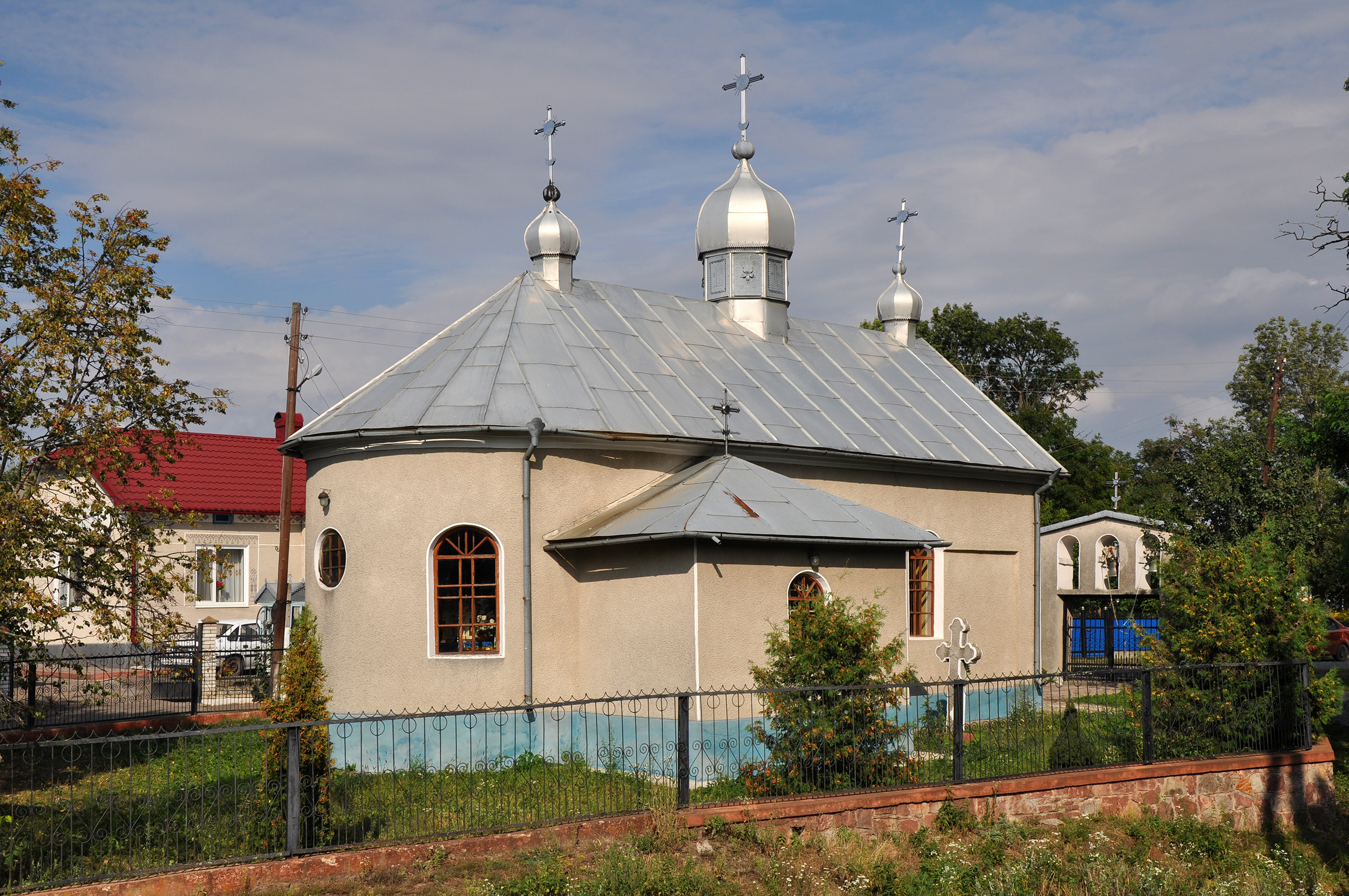
Церква Різдва Пресвятої Богородиці (ПЦУ)

Ангелі́вка (у 1945—1990 роках — Весня́не) — село в Україні, у Товстенській селищній громаді Чортківського району Тернопільської області. Розташоване в центрі району. До 2020 року адміністративно підпорядковане Подільській сільській раді. У 2001 році в селі проживало 214 осіб. Зараз тут мешкає 213 людей.

## Географія
У селі є кілька вулиць, одна з яких — Галицька.

## Історія

### Австрійський період
Перша писемна згадка про Ангелівку — у 1810 році, належала до громади Товсте. Село названо на честь Ангелини Лянцкоронської з роду Слонецьких. До 1815 року входило до складу Заліщицького округу Тернопільського краю Російської імперії, відтак з 1815 по 1854 роки до Чортківського округу (циркулу) королівства Галичини і Володимирії Австрійської імперії.
У 1854—1867 роках село підпорядковувалося Тлустенському повіту Чортківського округу, а після його скасування в 1867 році й до початку першої світової війни (1914) — до Заліщицького повіту королівства Галичини і Володимирії Австро-Угорщини.
1900 року в Ангелівці проживало 307 людей.

### Перша світова війна, Українська революція
У серпні 1914 року село окупували російській війська. З вересня 1914 до кінця осені 1917 року Ангелівка підпорядковувалося Заліщицькому повіту Тернопільської губернії, утвореній на окупованих Росією територіях. З грудня 1917 року в краї відновила діяльність австрійська адміністрація.
У листопаді 1918 року, з проголошенням незалежної Західно-Української Народної Республіки, Ангелівка увійшла до складу суверенної української держави згідно з «Тимчасовим основним законом про державну самостійність українських земель колишньої Австро-Угорської монархії», прийнятим 13 листопада 1918 року.

### Міжвоєнний період
У складі Другої Польської Республіки село в 1921–1939 роках село належало до Заліщицького повіту Тернопільського воєводства.
З 1934 року віднесене до гміни Тлусте-Село (Товстенської сільської гміни).

### Друга світова війна
З січня 1940 до серпня 1941, а відтак від 1944 до грудня 1962 року село належало до Товстенського району новоутвореної Тернопільської області. У Ангелівці була окрема сільська рада, згодом скасована і об'єднана з Подільською сільрадою.

### Повоєнний період
Після Другої світової війни до 1991 р. мало назву Весняне.
12 червня 2020 року, відповідно до розпорядження Кабінету Міністрів України № 724-р «Про визначення адміністративних центрів та затвердження територій територіальних громад Тернопільської області» увійшло до складу Товстенської селищної громади.
19 липня 2020 року, в результаті адміністративно-територіальної реформи та ліквідації Заліщицького району, увійшло до складу новоутвореного Чортківського району.

## Релігія
- церква Різдва Пресвятої Богородиці (ПЦУ);
- церква Різдва Пресвятої Богородиці (2003; переодбладана з приміщення крамниці, УГКЦ);
- «фігура» Божої Матері, кам'яний хрест.

## Пам'ятники
пам'ятник на честь полеглим у німецько-радянській війні воїнам-односельцям 1985 року.

## Політика
У селі зареєстровані осередки партій:
- Соціалістичної партії України (від 2005 року);
- Народної Партії (від 2005 року).

### Парламентські вибори 2012 року
На час парламентських виборів 2012 року село Ангелівку було віднесено до округу № 167 з центром у місті Чорткові, у селі була одна виборча дільниця — № 610309.
Зі 135 виборців участь в голосуванні взяло 107 осіб. Таким чином, явка становила 79,26 %. Результати голосування за партії:
- Всеукраїнське об'єднання «Батьківщина»: 35 (32,71 %);
- Партія регіонів: 32 (29,9 %);
- Всеукраїнське об'єднання «Свобода»: 23 (21,5 %);
- партія «Удар»: 9 (8,41 %);
- «Наша Україна»: 4 (3,73 %);
- політична партія «Зелені»: 1 (0,93 %);
- партія Зелених України: 1 (0,93 %);
- Комуністична партія України: 1 (0,93 %);
- Ліберальна партія України: 1 (0,93 %).

## Релігія
У селі парафії двох християнських конфесій:
- греко-католицька Церкви Різдва Пречистої Діви Марії;
- православна (ПЦУ) храму Різдва Діви Марії.

## Охорона здоров'я
У селі є медпункт.

## Культура
Діє народний дім.

## Господарство
У селі є фермерське господарство «Родина Тракало».